# جي آر سميث
جي آر سميث (بالإنجليزية: J. R. Smith)‏ مواليد 9 سبتمبر 1985، هو لاعب كرة سلة أمريكي سابق، كان يلعب مع فريق كليفلاند كافالييرز في الرابطة الوطنية لكرة السلة وحمل الرقم 5. يبلغ طوله 6 قدم 6 بوصة (2.0 م).

## روابط خارجية
- جي آر سميث على موقع إن بي أي (الإنجليزية)
- جي آر سميث على موقع سبورتس رفرنس (الإنجليزية)
- جي آر سميث على موقع كرة السلة الأوروبية.كوم (الإنجليزية)
- جي آر سميث على موقع إي إس بي إن.كوم (الإنجليزية)
- جي آر سميث على موقع ريلجم (الإنجليزية)
- جي آر سميث على موقع بروبوليرز (الإنجليزية)
- جي آر سميث على موقع سبورتس رفرنس (الإنجليزية)